# 尾宿九
尾宿九（υ Sco / υ Scorpii）是天蝎座的一颗恒星。其英文俗名Lesath（或者写作Leschath,Lesuth,Shaula,Al Juza,Alascha）来自阿拉伯语，意为“有毒动物的经过（或咬）”；但实际上这是Scaliger（一位懂阿拉伯语的欧洲天文学家）对“Alascha”的错译。Alascha来自阿拉伯语al laţkha ，意为“雾蒙蒙的小块”，即附近的疏散星团M7.
尾宿九距地球大约519光年。其光度大概是太阳的12,300倍，表面温度22,400开尔文。尾宿九半径是太阳的7.5倍，重量为太阳的10倍。由于质量巨大，尾宿九在其生命尽头会变成大质量的白矮星。